# Masaki Sakamoto
Masaki Sakamoto (阪本 将基 Sakamoto Masaki?, nacido el 24 de junio de 1996 en Hyogo) es un futbolista japonés que se desempeña como centrocampista. Su equipo actual el Maruyasu Okasaki, de la cuarta división de Japón.

## Trayectoria

### Clubes
| Club                | País  | Año         |
| ------------------- | ----- | ----------- |
| Cerezo Osaka        | Japón | 2015 - 2017 |
| J. League sub-22    | Japón | 2015        |
| Cerezo Osaka sub-23 | Japón | 2016 - 2017 |
| Kagoshima United FC | Japón | 2018 - 2020 |
| Maruyasu Okasaki    | Japón | 2020 -      |

## Estadística de carrera

### J. League
| Club                | Año   | J. League | J. League | Copa J. League | Copa J. League | Total | Total |
| Club                | Año   | Part.     | Goles     | Part.          | Goles          | Part. | Goles |
| ------------------- | ----- | --------- | --------- | -------------- | -------------- | ----- | ----- |
| Cerezo Osaka        | 2015  | 1         | 0         | -              | -              | 0     | 0     |
| Cerezo Osaka        | 2016  | 0         | 0         | -              | -              | 0     | 0     |
| Cerezo Osaka        | 2017  | 0         | 0         | 0              | 0              | 0     | 0     |
| J. League sub-22    | 2015  | 1         | 0         | -              | -              | 1     | 0     |
| Cerezo Osaka sub-23 | 2016  | 18        | 2         | -              | -              | 18    | 2     |
| Cerezo Osaka sub-23 | 2017  | 21        | 1         | -              | -              | 21    | 1     |
| Total               | Total | 41        | 3         | 0              | 0              | 41    | 3     |